# Brachyglossina seitzi
Brachyglossina seitzi är en fjärilsart som beskrevs av Louis Beethoven Prout 1938. Brachyglossina seitzi ingår i släktet Brachyglossina och familjen mätare. Inga underarter finns listade i Catalogue of Life.